# Wilhelm von Gloeden
 (août 2024).
Le baron Wilhelm von Gloeden, né le 16 septembre 1856 à Wismar et mort le 16 février 1931 à Taormine, est un photographe allemand, connu surtout pour ses nus masculins.

## Biographie
Wilhelm von Gloeden est l'un des plus grands photographes de nus masculins. Il est aussi l'un des pionniers de la photographie de plein air.

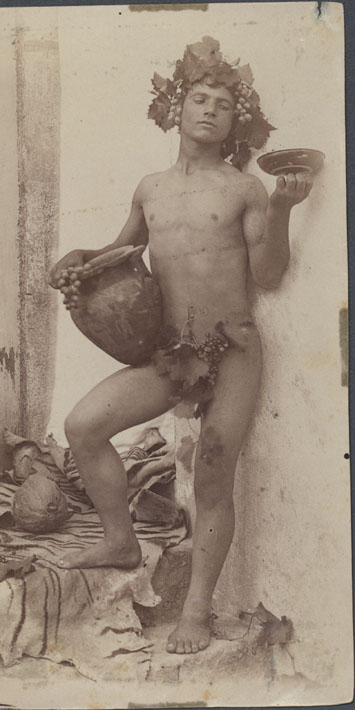
Bacchus. Photographie de Gloeden, vers 1900.

Après avoir étudié l'histoire de l'art à Rostock, il suit une formation de peintre. En 1878, pour soigner sa tuberculose, le baron von Gloeden se rend, sur le conseil de son médecin, à Taormine en Sicile. Le peintre Otto Geleng (de), qui vit déjà à Taormine, lui a parlé de ce lieu paradisiaque. Émerveillé par les paysages siciliens, mais surtout par la beauté sauvage et antique des jeunes paysans et pêcheurs de Taormine, Gloeden s'initie à la photographie, aidé aussi bien par les photographes locaux que par son cousin Wilhelm von (ou Guglielmo) Plüschow qui vit à Naples et qui est, lui aussi, fasciné par le charme des jeunes Italiens du sud.
Gloeden devient rapidement célèbre pour ses clichés d'éphèbes, dont les poses sont très inspirées de l'art antique. Il se dégage de ses photographies de nus masculins une puissance érotique peu égalée. Le nouveau magazine d'art britannique The Studio reproduit dès avril 1893 quelques clichés de ses nus. Il reçoit peut-être la visite d'un autre futur grand photographe du genre, vers 1903, en la personne de Rudolph Lehnert. Très rapidement, il devient très apprécié des esthètes de son temps, qui lui commandent des clichés : les écrivains Anatole France, Gabriele D'Annunzio, Oscar Wilde, Marcel Proust, Richard Strauss, mais aussi le Kaiser le Kronprinz Guillaume II, le roi d'Angleterre Édouard VII, qui popularisa le nudisme, et même le roi du Siam. Plusieurs de ses photographies sont exposées et publiées dans les plus grands magazines spécialisés. Cela peut sembler surprenant à cette époque. Mais, si de nombreuses photographies exaltent le charme de jeunes hommes, elles semblent tolérées du fait de l'alibi de l'héritage culturel grec et, surtout, qu'aucun des clichés réalisés par Gloeden n'est pornographique.

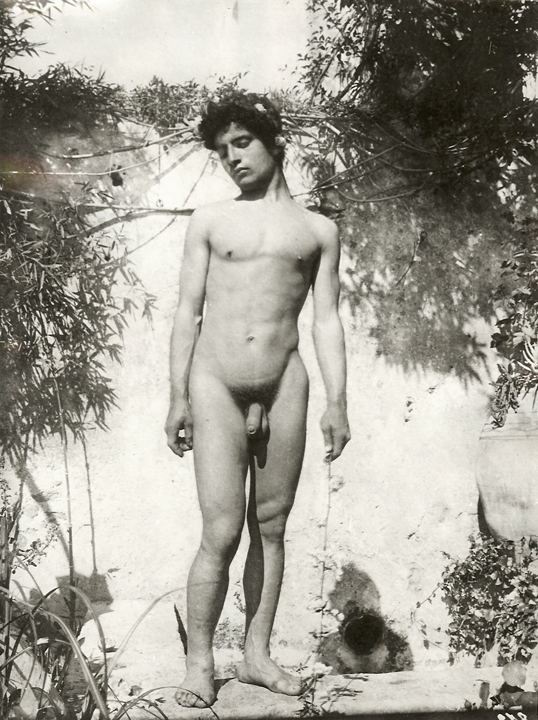
Photographie de Gloeden, vers 1890.

Au début de la guerre, en 1914, Gloeden décide de rentrer en Allemagne. Lorsqu'il revient à Taormine, il a beaucoup perdu de son inspiration et un peu de son goût pour la photographie. Il faut dire que nombreux sont ses modèles qui ont péri à la guerre, et que les contraintes des normes sociales sont désormais plus dures. Il meurt en 1931, et repose près de sa sœur dans le cimetière protestant de Taormine. L'un de ses fidèles modèles et ami, Pancrazio Buciuni, surnommé Il Moro, hérite du fonds photographique – probablement quelque 7 000 clichés. Les documents sont saisis par les fascistes en 1933 et 1936. Ils en détruisent environ soixante pour cent, et Il Moro est condamné pour détention de photographies pornographiques, puis ultérieurement acquitté. Finalement, l'œuvre du baron est reconnue comme œuvre d'art et son jeune protégé exonéré. Il parvient à récupérer 800 négatifs environ. À sa mort, en 1963, Il Moro les laisse à son fils qui les vend à un antiquaire. Depuis 2000, le fonds Gloeden se trouve au Musée Alinari de Florence. Les tirages collectionnés durant le XXe siècle par les amateurs du travail de Gloeden sont heureusement nombreux, tout comme les cartes postales ou catalogues d'exposition.
Son œuvre rencontre encore de nos jours un vif intérêt, notamment dans la communauté homosexuelle. Roland Barthes a préfacé une monographie de Gloeden. Si aujourd'hui Taormine continue de s'enorgueillir du séjour de Gloeden, elle n'est plus vraiment ce qu'elle était au temps du baron von Gloeden, ni de ses héritiers, tel Konrad Helbig.

## Expositions

### Expositions individuelles
- juin- juillet 1978 : Festival dei due mondi, Spolète[3].
- juin 2012 : Les garçons de Taormina, tirages originaux de von Gloeden. Galerie Au Bonheur du Jour, Nicole Canet, Paris.

### Expositions collectives
- 24 septembre - 31 octobre 2003  : Poésies arcadiennes. Von Gloeden, Vincenzo Galdi, Von Plüschow, Galerie Au Bonheur du Jour, Nicole Canet, Paris.
- 21 septembre - 29 octobre 2005 : Gloedeneries caravavesques, Wilhelm von Gloeden, Wilhelm von Plüschow, Vincenzo Galdi, Galerie Au Bonheur du Jour, Nicole Canet, Paris.
- 27 février - 5 avril 2008 : Paradis sicilien. Wilhelm von Gloeden, Wilhelm von Plüschow, Vincenzo Galdi, Galerie Au Bonheur du Jour, Nicole Canet, Paris.
- 16 avril - 28 juin 2014 : Wilhelm von Gloeden, Wilhelm von Plüschow, Vincenzo Galdi. Beautés Siciliennes, Galerie Au Bonheur du Jour, Nicole Canet, paris.
- 1er novembre - 13 décembre 2014 : Le corps masculin. Photographies d'Andy Warhol, Herb Ritts, George Platt Lynes, Arno Rafael Minkkinen, Arthur Tress, Raymond Voinquel, Lucien Clergue, Jan Saudek, Malick Sidibé, Joel-Peter Witkin, Wilhelm von Gloeden, Galerie David Guiraud, Paris, dans le cadre du Mois de la photo.

## Galerie

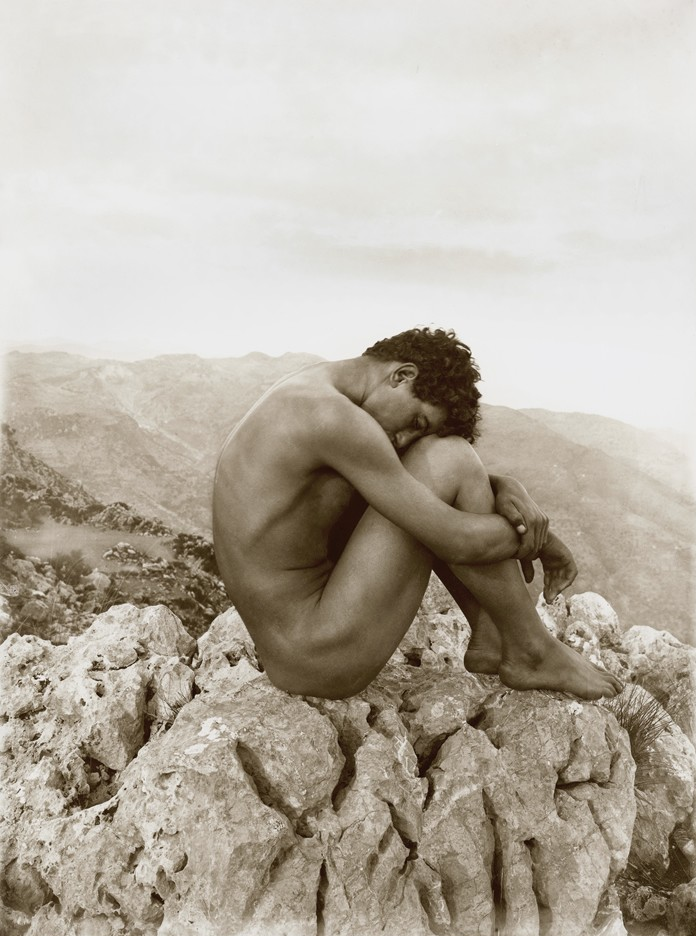
Caino
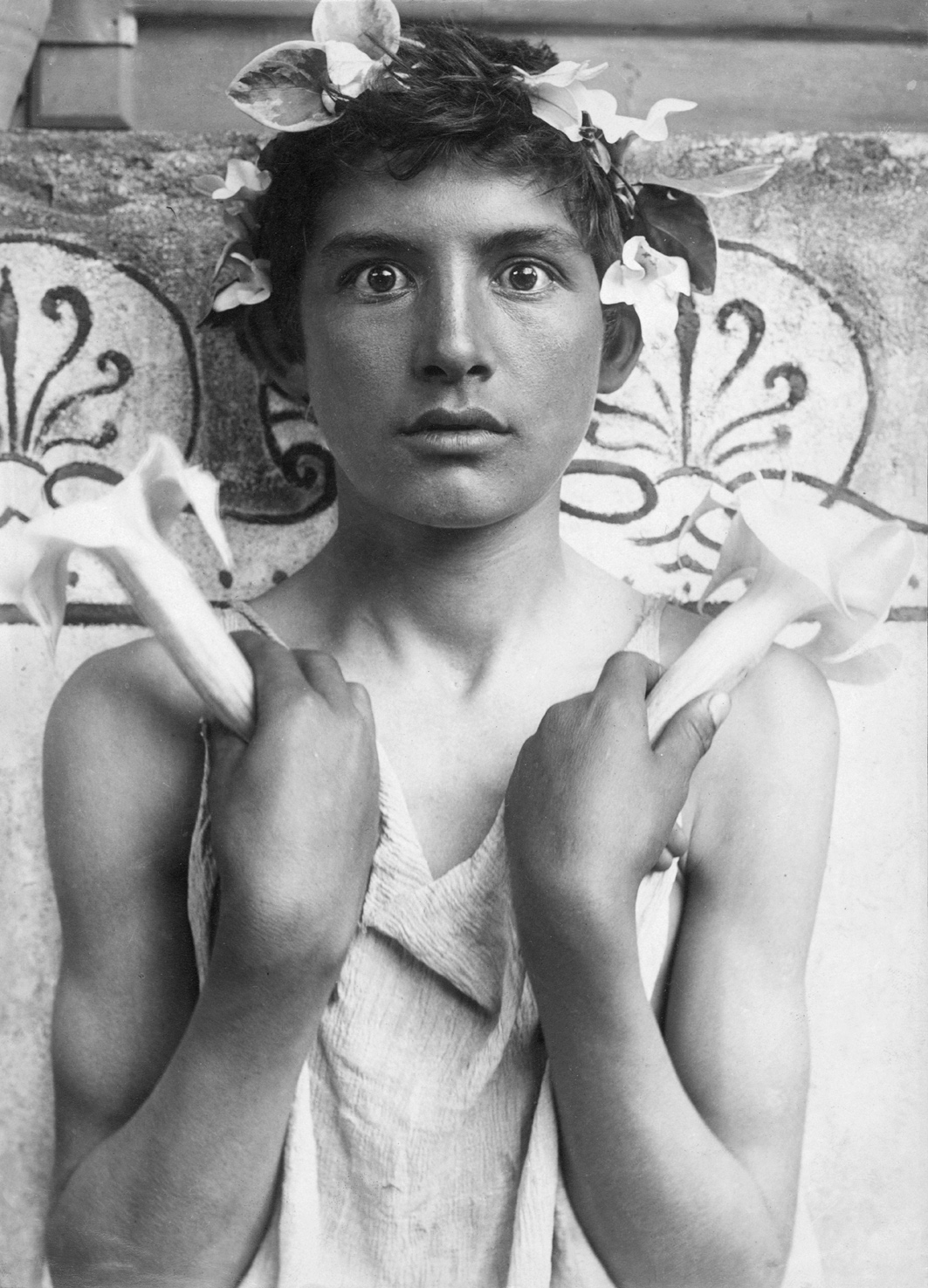
Hypnos
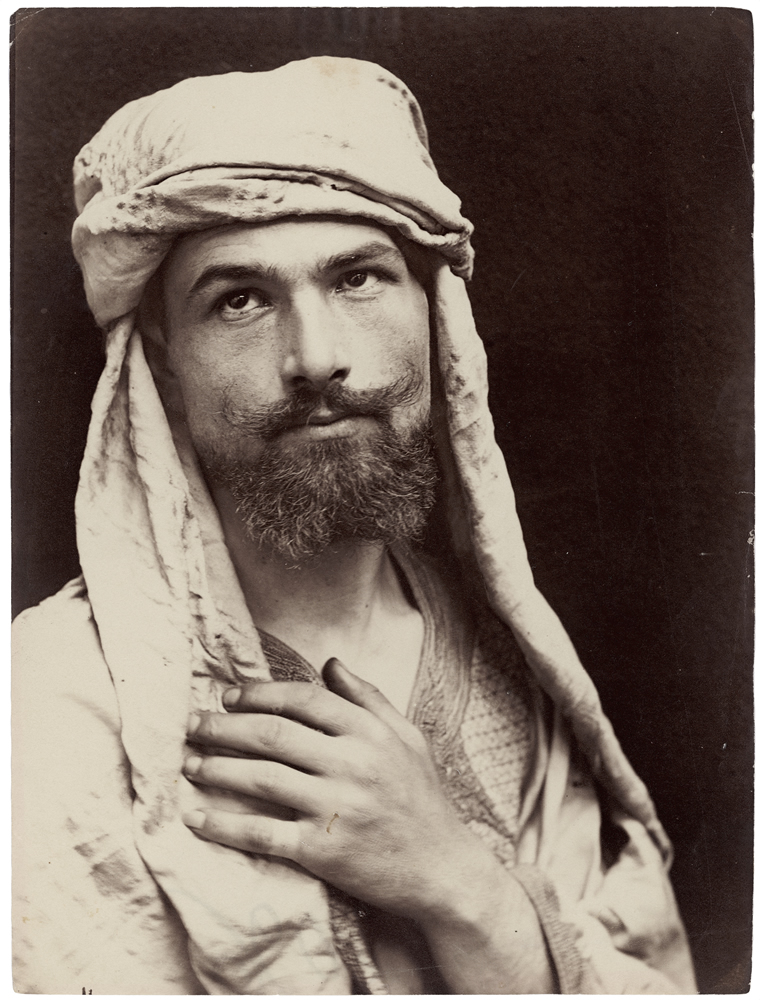
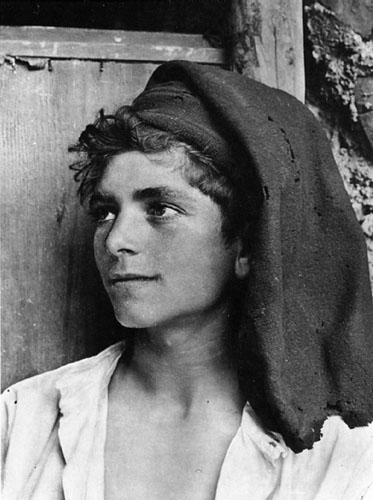
Garçon habillé en fille
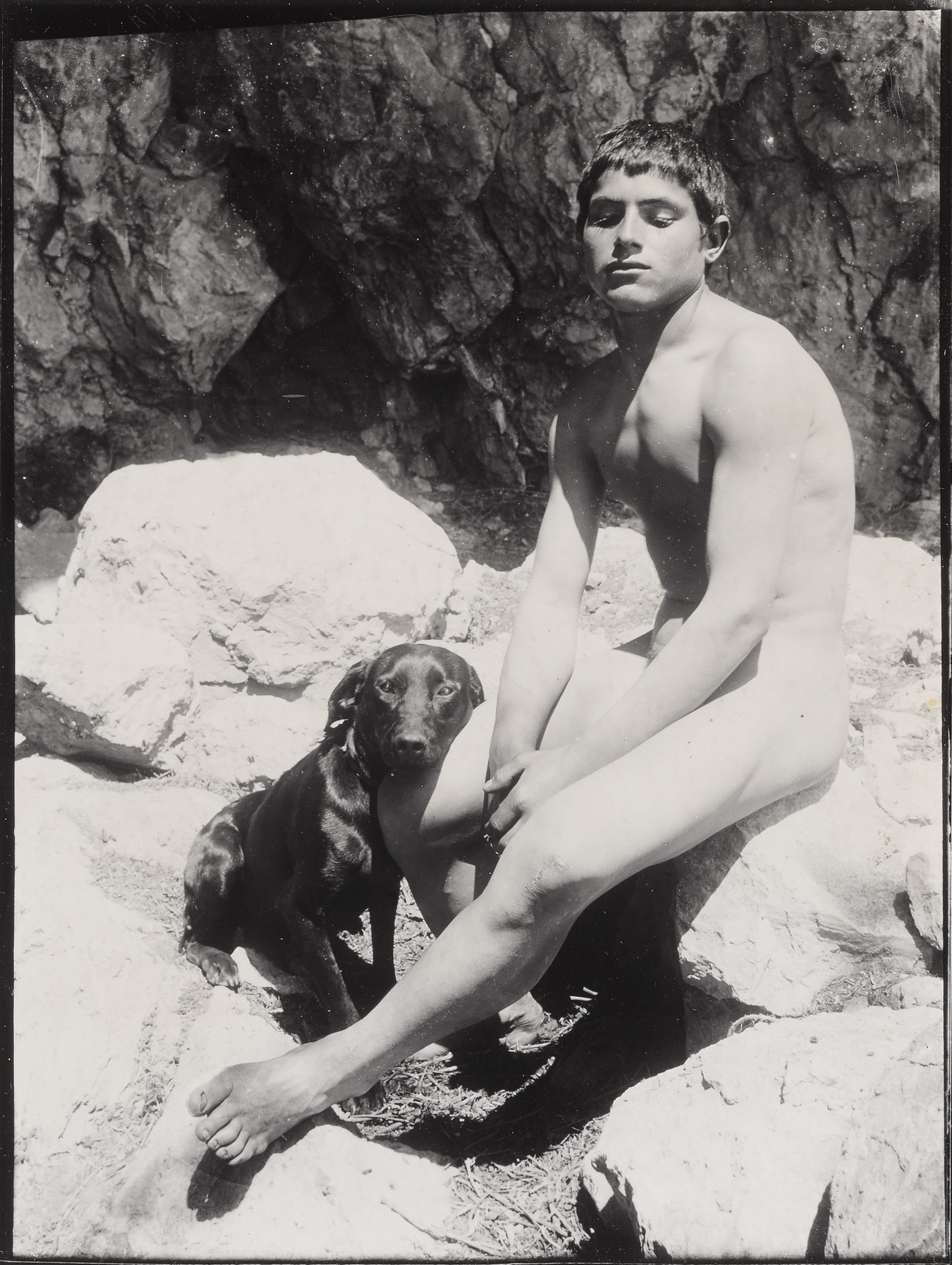
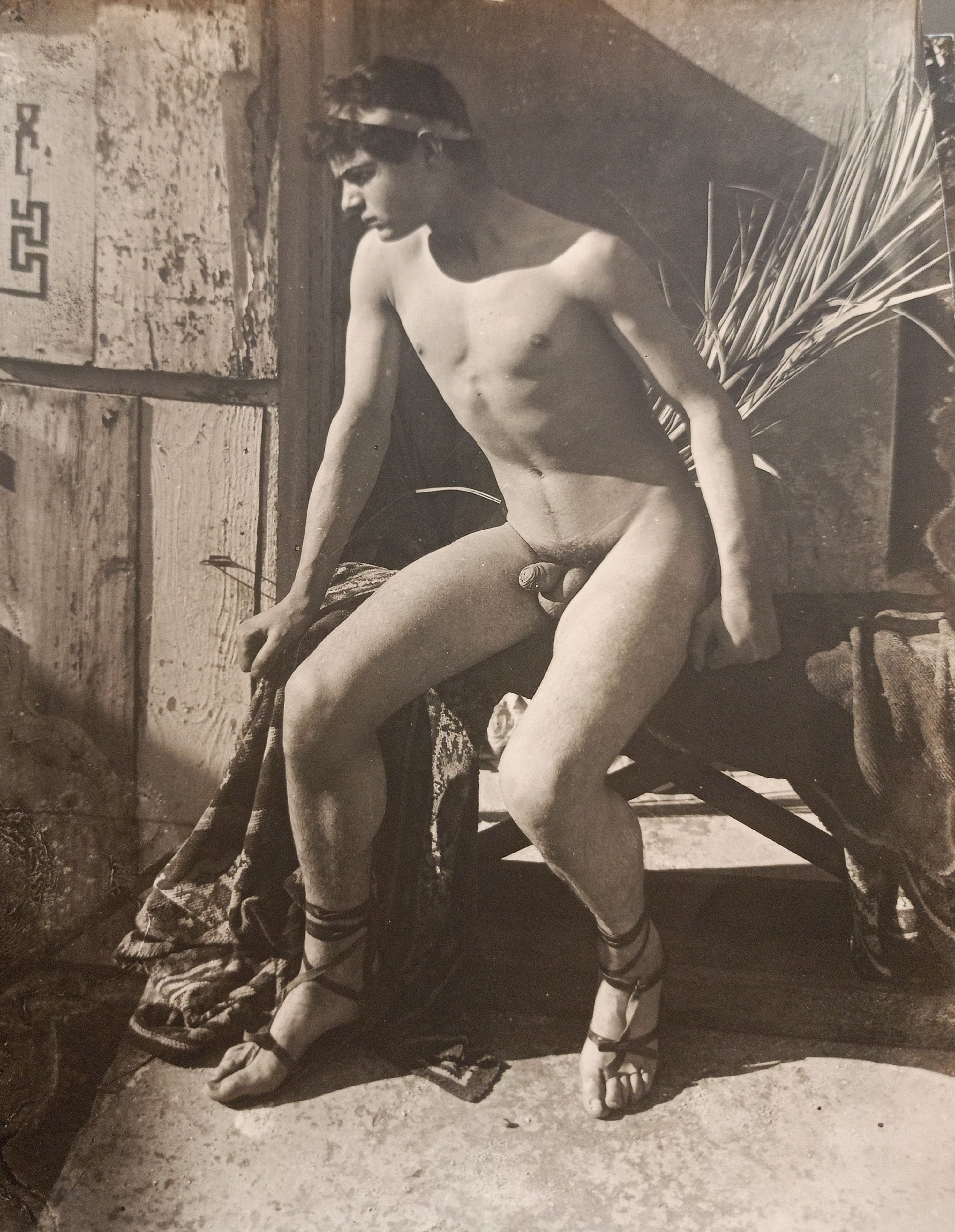
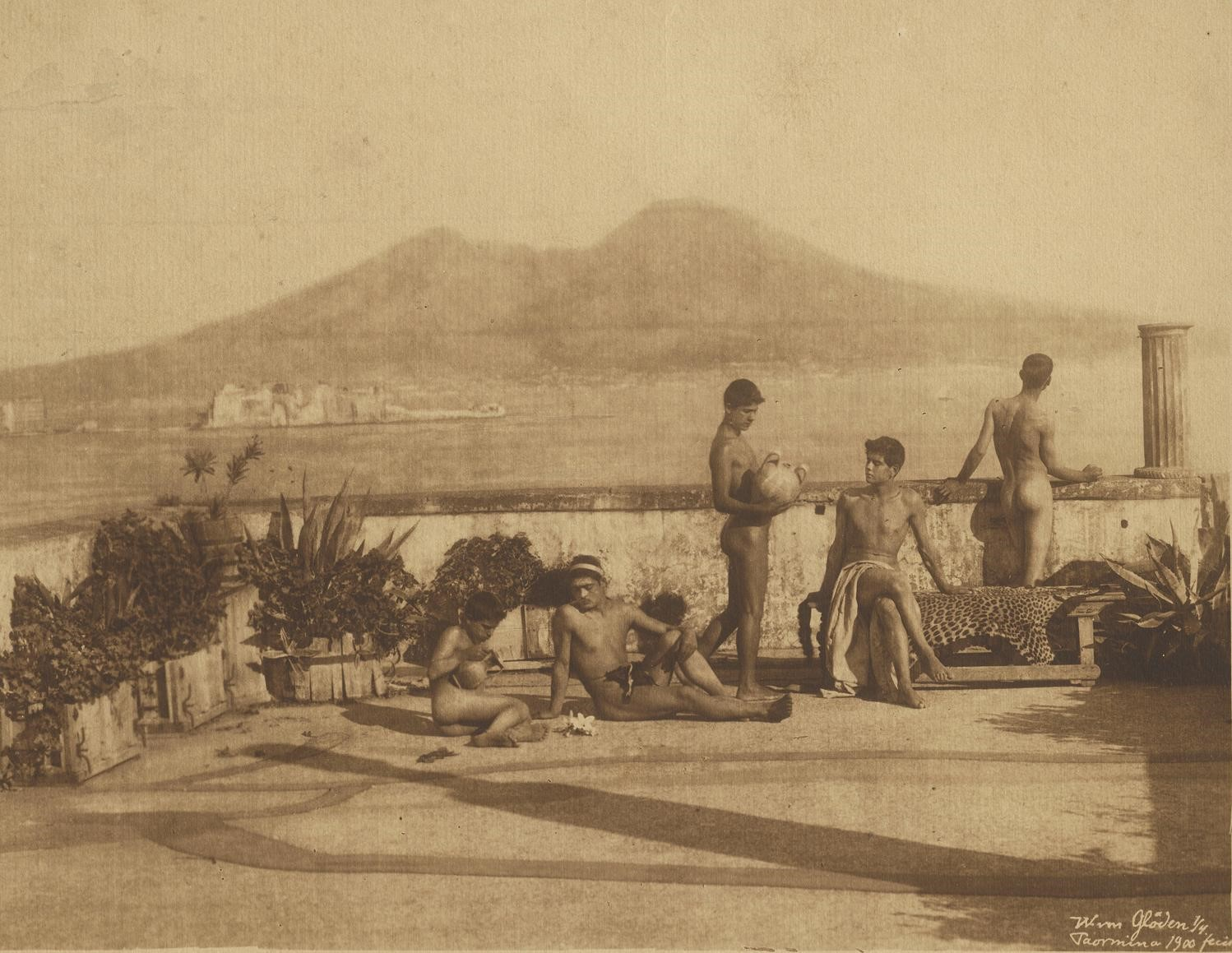
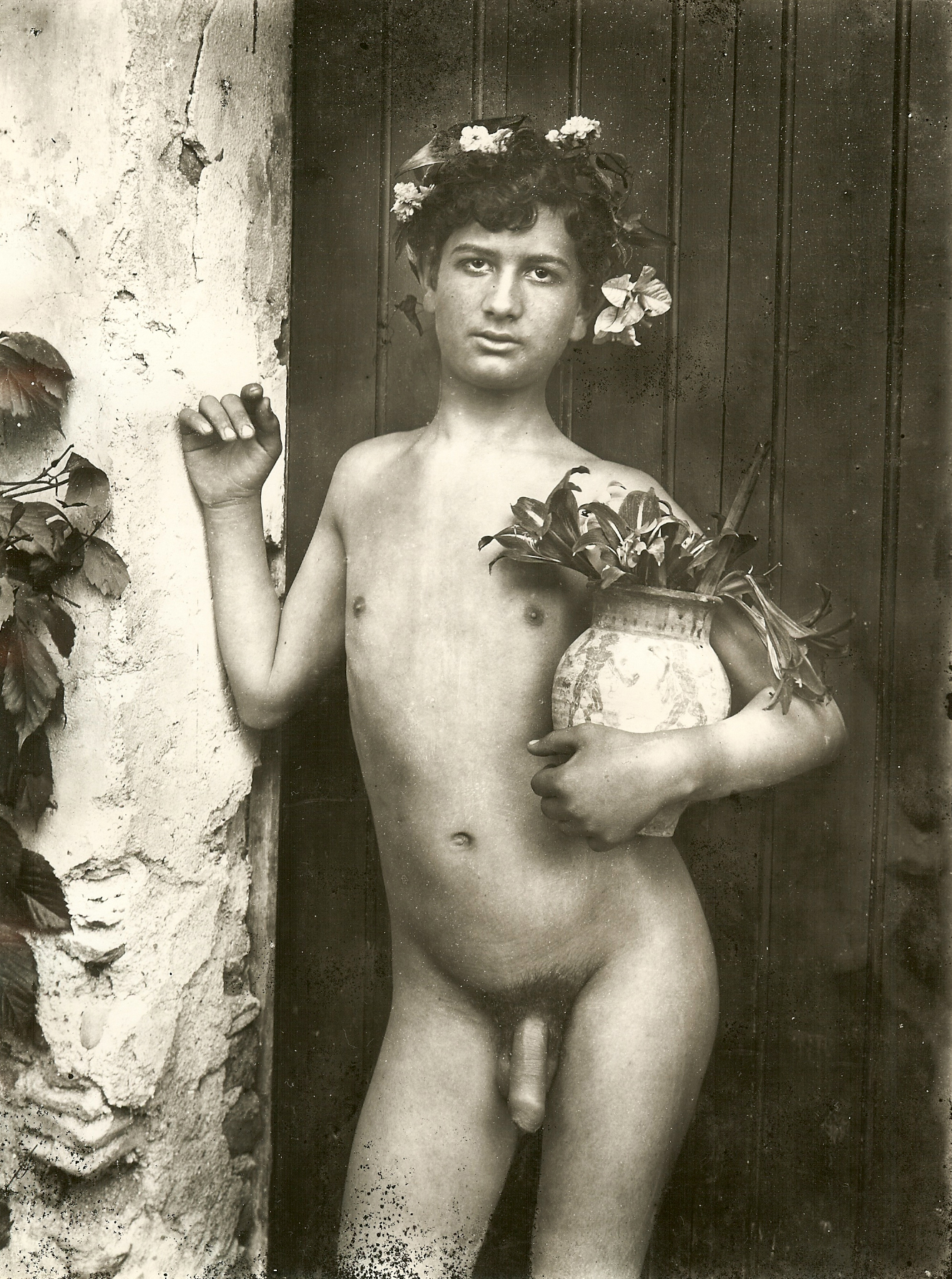